# Andriej Miszczenko
Andriej Awksentiewicz Miszczenko, ros. Андрей Авксентьевич Мищенко (ur. 9 września?/21 września 1898 w Lichodziejewie w obwodzie saratowskim, zm. 5 lipca 1952 w Krakowie) – Ukrainiec, radziecki wojskowy, generał major.

## Życiorys
Syn Awksientija, 1917 w armii rosyjskiej, od września 1918 żołnierz Armii Czerwonej. Uczestnik walk z armią adm. Kołczaka. Od 1921 dowódca plutonu strzeleckiego, 1926-1930 na kursach łączności w Centralnej Szkole Łączności, następnie słuchacz Akademii Wojskowej im. Frunzego w Moskwie.
Był uczestnikiem wojny radziecko-niemieckiej 1941-1945, w ostatnich dniach wojny skierowany do Wojska Polskiego, szef sztabu 1 Armii WP. Po wojnie został szefem sztabu Okręgu Wojskowego nr IV w Łodzi, w 1946 powrócił do ZSRR. W 1951 w ramach sowietyzacji kierowanej przez marszałka Konstantina Rokossowskiego powrócił do WP jako szef sztabu i zastępca dowódcy Okręgu Wojskowego nr V w Krakowie.